# Fogden Sansho
Fogden Sansho (japanska: 山椒大夫) är en japansk historisk dramafilm från 1954, regisserad av Kenji Mizoguchi. Filmen var Mizoguchis åttioförsta film och räknas tillsammans med Sagor om en blek mystisk måne efter regnet och O-Haru som ett av hans sena mästerverk. Fogden Sansho är baserad på Ōgai Moris berättelse med samma namn. Denna var i sin tur baserad gamla folksagor och legender.
Kenji Mizoguchi vann ett Silverlejon för bästa regi vid Filmfestivalen i Venedig 1954 för Fogden Sansho. I Sight & Sounds kritikeromröstning för att utse tidernas bästa film 2012 kom filmen på 59:e plats med 25 röster.

## Handling
Filmen utspelar sig under Heianperioden i Japan och handlar om en familj som splittras då fadern efter att ha försökt skydda sina underlydande tvingas i exil. Modern och de två barnen Zushiō och Anju beger sig tillsammans med en tjänare iväg för att försöka återförenas med fadern. De luras att de ska få en enklare resa genom en båtresa. när de beger sig dit blir de överfallna av kidnappare, dessa säljer modern och tjänarinnan som prostituerade och barnen säljs som slavar. 
De köps av den grymme fogden Sansho som driver ett fångläger där barnen tvingas arbeta. Efter tio år tror Anju fortfarande på sin fars läror vilka förespråkar att behandla andra med medmänsklighet, hennes bror Zushiō har dock förträngt sin mänsklighet för att överleva och har blivit en av övervakarna som straffar andra slavar. En dag hör Anju en ny slavflicka sjunga en sång där hennes och hennes brors namn nämns i texten, detta får henne att tro att hennes mor lever och hon försöker övertyga Zushiō att de ska fly.

## Medverkande
| Kinuyo Tanaka     | – modern Tamaki     |
| Yoshiaki Hanayagi | – Zushiō            |
| Kyōko Kagawa      | – Anju              |
| Eitarō Shindō     | – fogden Sansho     |
| Ichirō Sugai      | – fogdens son       |
| Yoko Kosono       | – Kohagi            |
| Chieko Naniwa     | – Ubatake           |
| Kikue Mori        | – prästinnan        |
| Masao Chimizu     | – fadern            |
| Ken Mitsuda       | – förste ministern  |
| Akitake Kōno      | – Tarō              |
| Ryōsuke Kagawa    | – Ritsushi Kumotake |

## Mottagande
Fogden Sansho hyllas av många kritiker och filmhistoriker och anses vara ett av Mizoguchis mest kända verk. På Rotten Tomatoes har filmen betyget 100%, baserat på 13 kritikerrecensioner med ett genomsnittligt betyg på 9 av 10.
Anthony Lane på The New Yorker skrev om filmen att han "sett 'Sansho' endast en gång tio år tidigare och jag kom ut från biografen en trasig man men lugn i min övertygelse att jag aldrig sett något bättre. Jag har aldrig vågat se om filmen då jag är rädd för att bryta förtrollningen och även för att ett människohjärta inte är skapat för att rida ut en sådan prövning." Den brittiske kritikern Gilbert Adair skrev i boken Flickers: An Illustrated Celebration of 100 Years of Cinema att "Fogden Sansho är en av dessa filmer för vilkas skull filmmediet existerar." Roger Ebert beskrev Fogden Sansho som en av de bästa av alla japanska filmer. "Vid något tillfälle under tittandet slutar filmen vara en fabel eller en berättelse och börjar vara en klagosång och när detta händer drabbar det oss så som få filmer gör."
Chuck Bowen på Slant Magazine skrev att "Fogden Sansho är ett av dessa utsökta mästerverk som vittnar om enkelhetens närande värde i mötet med obegripliga ohyggligheter." Guy Crucianelli på Popmatters skrev att även om filmen är "visuellt imponerande skulle den behålla sin skönhet även om den fysiska filmen släpats genom smutsen".

### Engelska originalcitat
1. ↑  "I have seen 'Sansho' only once, a decade ago, emerging from the cinema a broken man but calm in my conviction that I had never seen anything better; I have not dared watch it again, reluctant to ruin the spell, but also because the human heart was not designed to weather such an ordeal."
2. ↑  "Sansho the Bailiff is one of those films for which cinema exists."
3. ↑  "At some point during the watching, "Sansho the Bailiff" stops being a fable or a narrative and starts being a lament, and by that time it is happening to us as few films do."
4. ↑  "Sansho the Bailiff is one of those exquisite masterpieces that testifies to the nourishing value of simplicity in the face of incomprehensible atrocity."
5. ↑  "Sansho the Bailiff is visually stunning, but this film would retain its beauty even if the print were dragged through the mud."